# Carlos Vásquez
Carlos Vásquez Pancorvo (Lima, 8 luglio 1942 – Lima, 24 luglio 1984) è stato un cestista peruviano.

## Carriera
Ha disputato le olimpiadi del 1964, a Tokyo, giocando 9 partite e realizzando 57 punti, con un massimo di 20 contro il Brasile.
Ha disputato anche il Campionato mondiale maschile di pallacanestro 1967.